# إدوين لي روي أنتوني
إدوين لي روي أنتوني (بالإنجليزية: Edwin Le Roy Antony)‏ هو محامي وقاضي وسياسي أمريكي، ولد في 5 يناير 1852، وتوفي في 16 يناير 1913 في الولايات المتحدة. حزبياً، نشط في الحزب الديمقراطي. وقد انتخب عضو مجلس النواب الأمريكي.